# Vends Herred

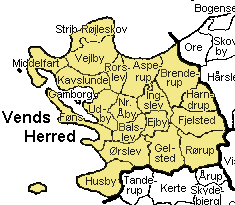
Vends Herred

Vends Herred was een herred in het voormalige Odense Amt in Denemarken. In Kong Valdemars Jordebog wordt de herred vermeld als Wæbdæslæthæreth. Bij de verdeling van Odense in twee amtskommuner in 1842 werd Vends deel van Assens Amtsrådskreds. In 1970 werd het gebied deel van de nieuwe provincie Funen. 

## Parochies
Naast de stad Middelfart omvatte Vends 20 parochies.
- Asperup
- Balslev
- Brenderup
- Ejby
- Fjelsted
- Føns
- Gamborg
- Gelsted
- Harndrup
- Husby
- Indslev
- Kauslunde
- Middelfart
- Nørre Aaby
- Rorslev
- Røjleskov
- Rørup
- Strib
- Udby
- Vejlby
- Ørslev Sogn